# Црква Вазнесења Господњег у Узвећу
Црква Вазнесења Господњег у Узвећу, насељеном месту у Мачви, на територији општине Богатић, припада Епархији шабачкој Српске православне цркве.
Црква у Узвећу посвећена Вазнесењу Господњем, чија је градња почела 1939. године, прекинута је због рата. Градња је настављена 1978. године и храм је освештао 8. октобра исте године  Епископ шабачко-ваљевски Јован (Велимировић) и Епископ зворничко-тузлански Василије (Качавенда).